# Most Siekierki – Neurüdnitz
Most Siekierki – Neurüdnitz – most o długości 785 m na Odrze, położony na granicy polskiego woj. zachodniopomorskiego i niemieckiego landu Brandenburgia.

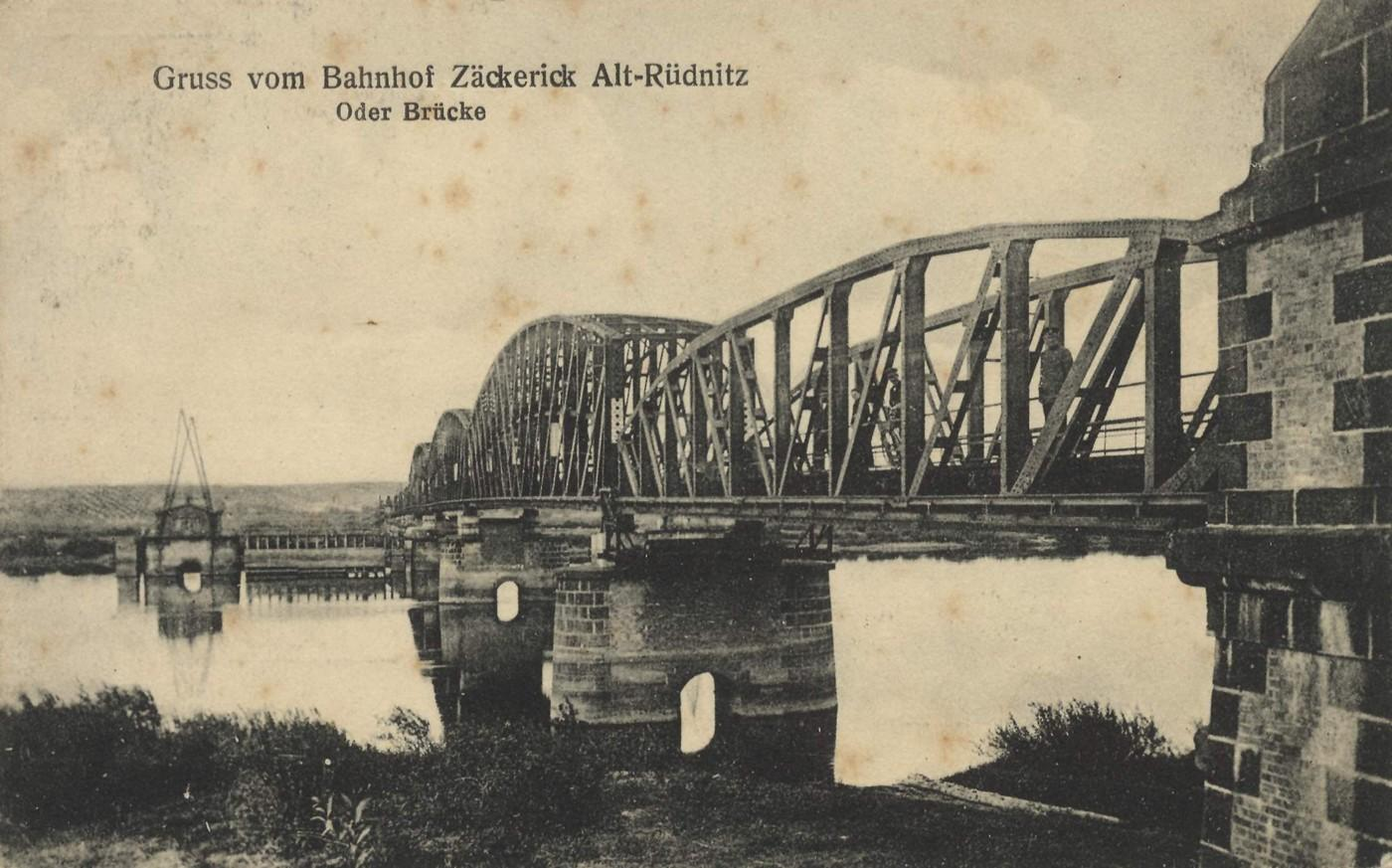
Stary most

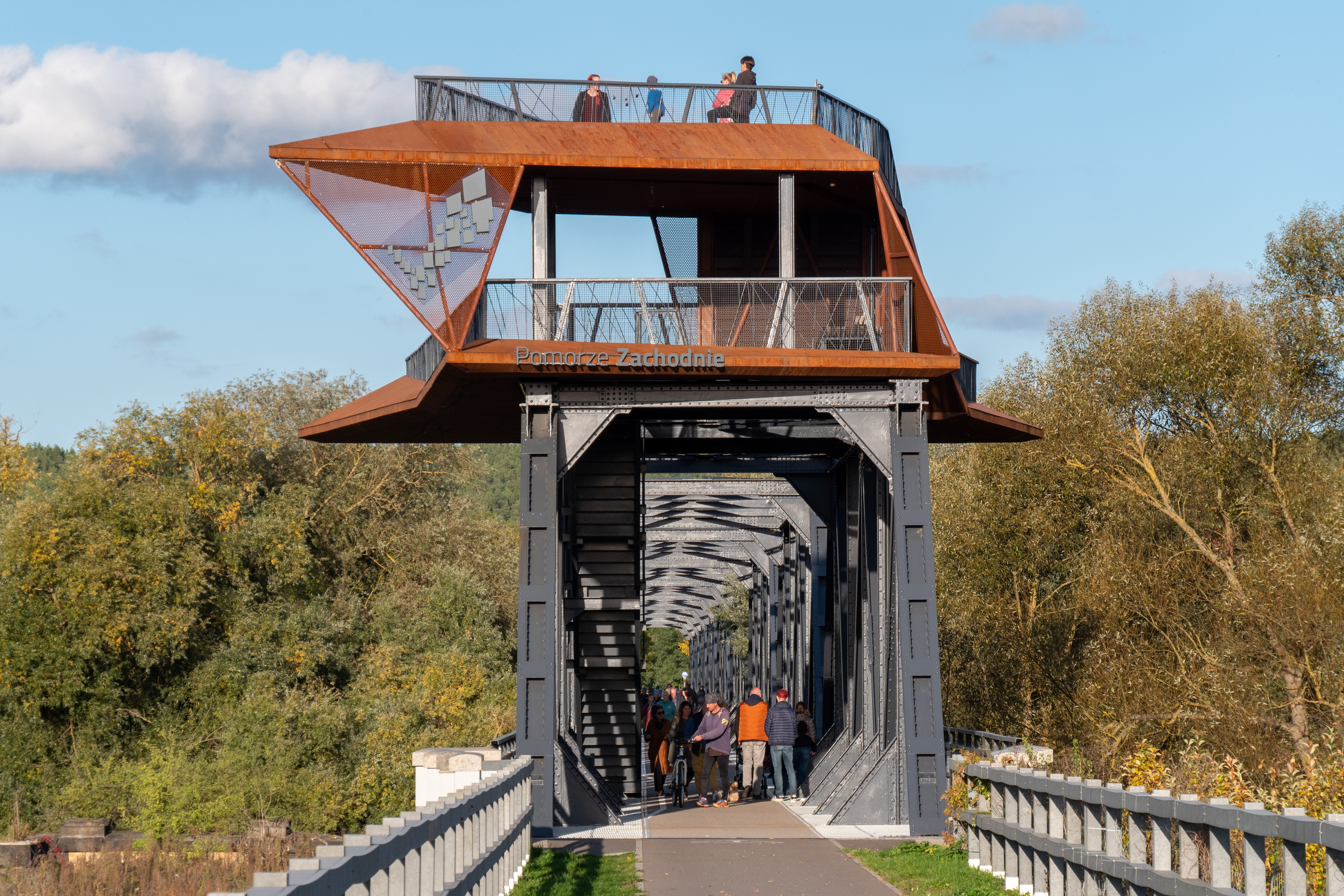
Taras widokowy na moście na Odrze

Pierwotny obiekt został zbudowany w 1892 roku jako most kolejowy. Budowla uległa zniszczeniu w 1945 roku, wysadzona przez wycofujące się wojsko niemieckie. Po wojnie, mimo znalezienia się na nowej granicy polsko-niemieckiej, został odbudowany w związku z radziecką doktryną wojskową zakładającą szybką ofensywę przeciw państwom zachodnim. Pomimo odbudowy, aż do likwidacji linii kolejowej w 1999 r. nie kursowały po nim pociągi. Od 2004 r. czynione były starania, aby obiekt ponownie był wykorzystywany. W 2018 r. Zespół Parków Krajobrazowych Województwa Zachodniopomorskiego i Urząd Barnim-Oderbruch podpisały umowę, zgodnie z którą most ma stać się ścieżką pieszo-rowerową.